# Mathilde Sallier de La Tour
Pour les autres membres de la famille, voir Famille Ruinart de Brimont.
Pour les articles homonymes, voir Ruinart, Brimont (homonymie) et De La Tour.
Mathilde Sallier de La Tour, connue sous le pseudonyme de Paul Mahaut, née Marie-Mathilde Ruinart de Brimont le 12 décembre 1838 à Paris et morte le 27 mars 1911 à Rome, est une peintre et épistolière franco-italienne.

## Biographie
Née à Paris le 12 décembre 1838, Marie-Mathilde Ruinart de Brimont est la fille de Marie-Laure Ruinart de Brimont, née de Chabrol-Chaméane (1809-1864), et de Jean-Arthur Ruinart de Brimont (1798-1874), conseiller référendaire à la Cour des comptes. Elle est par conséquent la petite-fille de deux anciens députés de la Restauration, Antoine-Joseph de Chabrol de Chaméane et Irénée Ruinart de Brimont.
En 1856, sa sœur aînée Marie-Marthe (1831-1900) épouse un noble savoisien, le comte Charles-Félix de La Tour, marquis de Cordon (1824-1893), major de l'état-major du royaume de Piémont-Sardaigne, fils de Victor-Amédée Sallier de La Tour. Charles-Félix a un frère cadet, le comte Victor Sallier de La Tour (1827-1894), qui s'illustre quelques années plus tard en tant que diplomate du nouveau royaume d'Italie. En 1864, il demande la main de sa belle-sœur, mais le père de Mathilde s'oppose d'abord au mariage en raison du penchant notoire de Victor pour les jeux d'argent. Finalement, l'union a bien lieu trois ans plus tard, le 9 février 1867, à Turin.

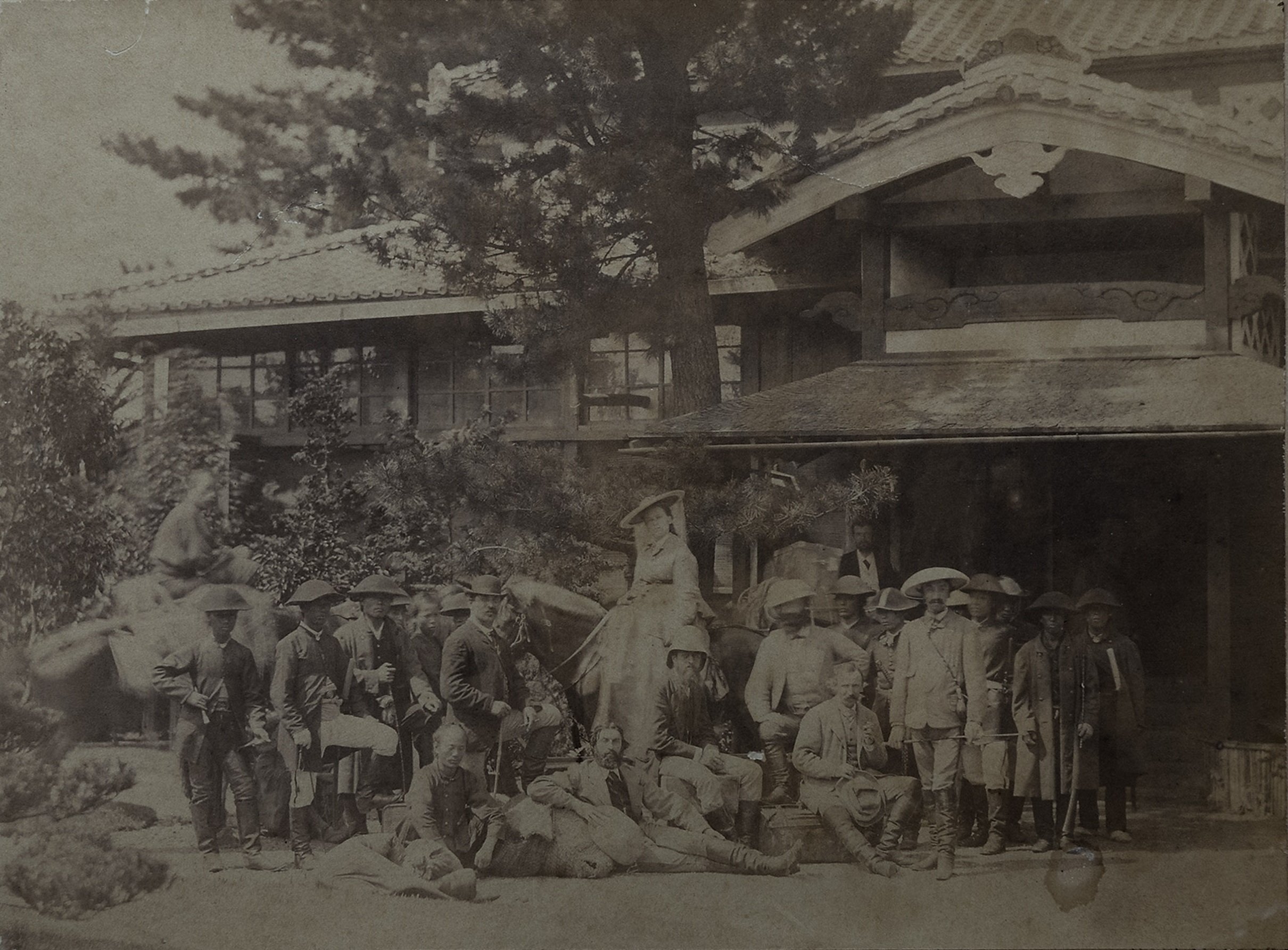
La comtesse de La Tour, son mari, d'autres Italiens et des Japonais, de retour d'une expédition dans les régions séricoles de l'intérieur du pays (Yokohama, 1869).

Peu de temps après le mariage, le couple embarque pour le Japon, où Victor a été nommé ministre plénipotentiaire. À cette occasion, Mathilde tient un journal de voyage et réalise plusieurs croquis. Elle note également ses impressions dans sa correspondance, notamment avec sa meilleure amie, Virginia della Rovere (it). Publiés en 2021 par Giulio Bertelli, professeur de langue et culture italiennes à l'université d'Osaka, ces écrits et ces dessins constituent l'un des plus anciens témoignages occidentaux sur le Japon de l'ère Meiji.
De retour en Europe en 1870, Mathilde et son mari partent en 1871 pour Stockholm, où Victor vient d'être muté. L'année suivante, elle y rencontre[Information douteuse] le ministre plénipotentiaire français, le comte Arthur de Gobineau, avec lequel elle entame une longue relation amicale voire amoureuse.
La jalousie éprouvée par Victor incite Mathilde à partir pour Rome avec sa fille Jeanne, née au Japon en 1868. Elle y retrouve Gobineau, retiré de la diplomatie en 1877. Dans la capitale italienne, elle se lie d'amitié avec la princesse Marguerite de Savoie peu de temps avant que celle-ci devienne reine. Mort en 1882, alors qu'il se rendait à Rome depuis Chaméane, où la comtesse possédait un château, Gobineau a légué à son amie ses droits littéraires ainsi que le contenu de son atelier de sculpteur. La mort de Jeanne, survenue le 11 mars 1887, rompt le dernier lien entre Mathilde et son mari.
Mathilde consacre la dernière partie de sa vie à la peinture. Élève d'Andrea Gastaldi, elle a notamment exposé ses œuvres au Salon de Paris. Certains de ses tableaux, comme le Portrait du comte de Gobineau (1876) ou Une vestale (1879) sont signés du pseudonyme « Paul Mahaut ».

Œuvres de Mathilde Sallier de La Tour
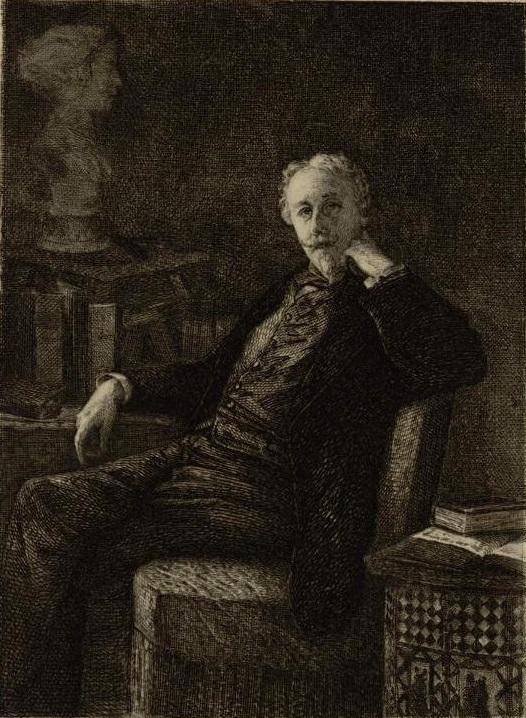
Armand Mathey, Portrait du comte de Gobineau (1887), gravure d'après le tableau de Mathilde Sallier de La Tour de 1876.
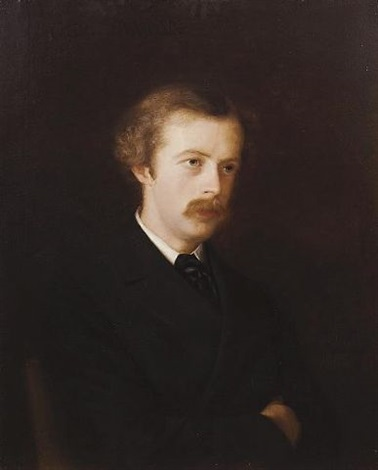
Portrait d'Arthur Symons (1898), localisation inconnue.
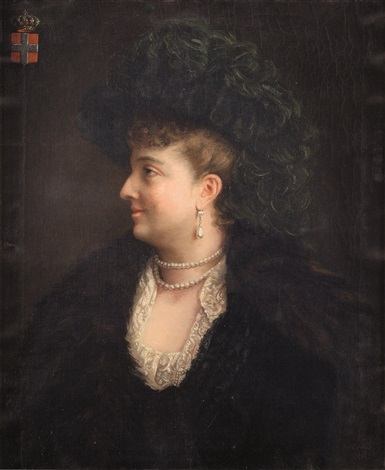
Portrait de Marguerite de Savoie, localisation inconnue.

Mathilde a légué de nombreux documents relatifs à Gobineau, dont des lettres échangées entre 1872 et 1882 ainsi que le Portrait du comte de Gobineau de 1876, à la Gobineau-Vereinigung dirigée par Ludwig Schemann. Cette collection constitue une part importante du fonds Gobineau de la Bibliothèque nationale et universitaire de Strasbourg.